# Līxouri
Lixouri è il capoluogo del comune di Paliki ed è la città più importante di Cefalonia dopo Argostoli.

## Descrizione
Il comune di Palikis corrisponde alla penisola occidentale di Cefalonia. Ha un'area di 144 km² ed una popolazione di 6 500 abitanti. Il nome Palikis gli deriva da un'antica città (Palli) di cui sono rimaste scarsissime vestigia. Il centro amministrativo è a Lixouri.

## Lixouri
Lixouri è il secondo centro di Cefalonia per numero di abitanti. È il capoluogo del comune di Pallikis. La prima volta che appare il suo nome è nel 1534, in un documento di protesta inviato al senato di Venezia. La città di Pali di epoca classica sorgeva pochi km più a nord est, sul sito oggi noto come Paleochori, ma di essa si sa poco e l'affermazione che fosse colonia corinzia si fonda su congetture non provate.
Il terremoto del 1867 e il successivo del 12 agosto 1953 rasero al suolo ogni edificio storico. Sicché oggi Lixouri ha un aspetto banale.
La ricostruzione è stata affrettata grazie alle opere di benefattori locali più che per intervento dello Stato greco le cui risorse finanziarie erano allora stremate a causa della guerra civile che si era conclusa 3 anni prima. Panayis Valliano fece costruire la scuola professionale, il medico Stamos Petritsis il ginnasio, i fratelli Thanos ed Evangelo Mpasià contribuirono alla ricostruzione di molte chiese mentre i coniugi Panayi e Antonia Mangiavinato regalarono l'ospedale.
L'edificio più rilevante è la casa-museo degli Iakovato, una famiglia benestante della zona. La costruzione si trova all'estremità occidentale dell'abitato. Gli eredi hanno donato la casa con tutti gli arredi tra cui 7.000 libri, il più antico dei quali risale al 1595 ed è un trattato di Ippocrate dal titolo Spanta. Interessante è la collezione di 36 icone e tre vangeli chirografi risalenti al X, XIV e XV secolo rispettivamente.
Sul fronte del porto sono allineate statue e busti dedicate a personaggi illustri che qui hanno avuto i loro natali: il poeta Andrea Lascarato e il medico Stamos Petritsi citato prima.
Per quanto riguarda le feste popolari c'è da dire che a Lixouri il carnevale è particolarmente sentito. Il festival delle danze tradizionali, sponsorizzato dal assessorato alla cultura, si tiene nella seconda quindicina di agosto.
Lixouri si raggiunge facilmente da Argostoli tramite una delle numerosi navi che fanno spola tra i due centri.

## I dintorni

### Il monastero dei frati ortolani
Il monastero dei frati ortolani (in greco Μονή Κηπουραίων? pronunciato: Monì Kipurèon) si trova su uno sperone del selvaggio versante occidentale in una posizione solitaria e suggestiva, al termine di una strada asfaltata che non va oltre. L'accesso al litorale sottostante è difficile e la balneazione è sconsigliata per via delle forti correnti. Il monastero è difficilmente visitabile.

## Spiagge
L'attrattiva principale di Lixouri è costituita dai suoi litorali qui di seguito riportati:

### Lepeda
Lepeda è la spiaggia più vicina al capoluogo. Nei dintorni c'è un piccolo monastero dove si ritirò in meditazione l'intellettuale Antemio Kurukli (In Greco: Ανθιμος Κουρούκλης recentemente dichiarato santo dalla chiesa ortodossa).

### Xi
Xi, nota anche come la spiaggia rossa, è la più frequentata della zona. È dominata da un albergo isolato di prima categoria. Per raggiungerla da Lixouri si imbocca la strada che passa per Sulari, con una chiesa dedicata ad Aya Marina che ospita all'interno qualche graziosa icona. Si passa poi per il paese di Mantzavinata dove a settembre si tiene una festa del vino.
Xi e il grande albergo che la sovrasta sorgono in una zona isolata, brulla e con poca ombra, bene prezioso durante l'estate greca. Ciò nonostante a Xi si riversano sempre più gitanti attratti dalla possibilità di potervi praticare, almeno nei suoi lembi più settentrionali forme eterodosse di Naturismo

### Kounopetra
Kounopetra (letteralmente Lo scoglio movente) è un'altra spiaggia servita da una strada asfaltata che parte da Mantzavinata.

### Petani
Petani è, secondo il giudizio dei più, la più bella spiaggia di Cefalonia, ma anche la meno attrezzata e senz'altro la più difficile da raggiungere. Si trova a circa 20 km dal centro di Lixouri. La carrozzabile che vi conduce è strettissima e come se non bastasse, presenta, soprattutto nell'ultimo tratto, tornanti micidiali. È frequentata soprattutto da giovani che ricercano il contatto con la natura. Vi si possono noleggiare sdraio ed ombrelloni e mangiare qualche panino o suvlaki. Lungo la strada si incontrano i villaggi di Kaminarata, i cui abitanti sono rinomati per un'innata passione per la danza e Kontogenada dove sono state rinvenute tombe di epoca micenea.